# Сороковский сельский совет (Бучачский район)
Сороковский сельский совет (укр. Сороківська сільська рада) — входит в состав
Бучачского района
Тернопольской области
Украины.
Административный центр сельского совета находится в 
с. Сороки.

## История
- 1945 — дата образования.

## Населённые пункты совета
- с. Сороки